# Mayor Alfonso de Meneses

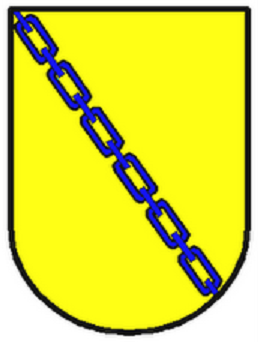
Escudo de la familia Téllez de Meneses.

Mayor Alfonso de Meneses (Montealegre de Campos, Corona de Castilla; 1230-después de 1264) fue la VI señora de Meneses y de Villanueva.  Fue la esposa de Alfonso de Molina, hijo de Alfonso IX de León y hermano de Fernando III el Santo, madre de la reina María de Molina y abuela materna del rey de Castilla y León Fernando IV de Castilla. 
Era hija de Alfonso Téllez de Meneses, IV señor de Meneses, además de San Román y de Villanueva, y de su primera esposa María Yáñez de Lima.  

## Biografía
Hija de Alfonso Téllez de Meneses, ricohombre, IV señor de Meneses, de San Román y de Villanueva, y de su primera esposa María Yáñez de Lima, sus abuelos paternos fueron Alfonso Téllez de Meneses y su segunda esposa Elvira Rodríguez Girón (hija de Rodrigo Gutiérrez Girón), y los maternos Juan Fernández de Limia, tenente en Limia y en Monterroso y mayordomo mayor del rey Alfonso IX de León, y María Páez de Ribeira, hija de Pelayo Muniz de Ribeira y de Urraca Núñez de Braganza.
Mayor Alfonso de Meneses contrajo un primer matrimonio en 1250 en Montealegre de Campos, con Gonzalo Gil de Villalobos (1226-1260), adelantado mayor del Reino de León, pero no hubo descendencia de este matrimonio. En 1260 se casó con el infante Alfonso de Molina, hijo de Alfonso IX, rey de León. El infante Alfonso era hermano de Fernando III y señor de Molina y Mesa por su primer matrimonio con Mafalda González de Lara. Fruto del  tercer matrimonio del Infante y del segundo de Mayor nacerá María de Molina, reina consorte de Castilla por su matrimonio con su sobrino, el rey Sancho IV, rey de Castilla y León. 
Falleció después de 1264, aunque se desconoce la fecha exacta de su defunción.

## Sepultura
A su muerte, su cadáver, como muchos otros de su linaje, recibió sepultura en el Monasterio de Santa María de Palazuelos, en la Provincia de Valladolid que había fundado su abuelo Alfonso Téllez de Meneses. Los restos de la madre de la reina María de Molina no se conservan en la actualidad, pero muchos de los sepulcros de la familia Téllez de Meneses, que se encontraban en el Monasterio de Palazuelos se encuentran actualmente en el Museo Diocesano de Valladolid.

## Matrimonio y descendencia

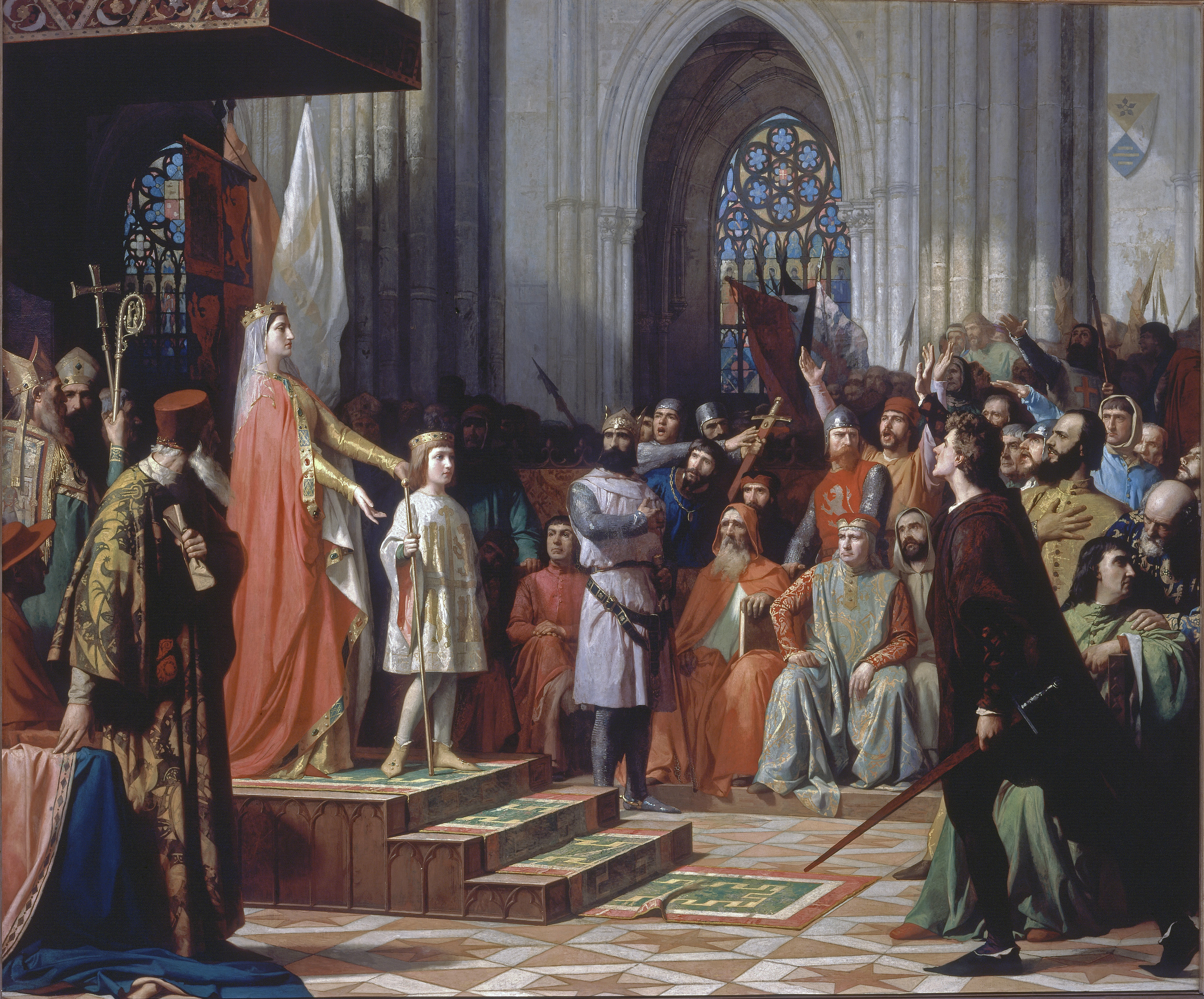
María de Molina presenta a su hijo Fernando IV en las Cortes de Valladolid de 1295. Óleo sobre lienzo de Antonio Gisbert Pérez. 1863. Congreso de los Diputados.

Fruto de su matrimonio con el infante Alfonso de Molina, hijo de Alfonso IX de León y de la reina Berenguela de Castilla y señor de Molina y de Mesa, nacieron dos hijos:
- Alfonso Téllez de Molina (1262-1314), séptimo señor de Meneses y señor de Tiedra, Montealegre, Grajal, Alba de Liste, San Román y San Felices. También disfrutó de la mitad del señorío de Alburquerque. Fue alférez mayor de Sancho IV  desde el 10 de diciembre de 1288 hasta el 25 de abril de 1295. Contrajo matrimonio con Teresa Pérez de Asturias, hija de Pedro Álvarez de Asturias, señor de Noreña, y de su esposa, Sancha Rodríguez de Lara.
- María de Molina (1265-1321), llamada María «la Grande»,  fue reina consorte de Castilla y de León por su matrimonio con su sobrino Sancho IV , hijo de Alfonso X de Castilla y de la reina Violante de Aragón. Ambos fueron padres de Fernando IV de Castilla y de  León.